# Ёква (река)
Ёква (также Еква) — река в России, в городском округе Нижний Тагил Свердловской области, правый приток Чусовой. Впадает в Чусовую в 207 км от её устья.
Длина реки по данным Государственного водного реестра 37 км, по другим данным 46 км. Истоки на северо-западном склоне горы Высокая Ёква, в 5 км юго-западнее посёлка Северка, на границе Горноуральского городского округа. Устье возле деревни Ёква городского округа Нижний Тагил. Течёт по малонаселённой лесной и гористой местности.

## Данные водного реестра
По данным государственного водного реестра России, река Еква относится к Камскому бассейновому округу, речной бассейн — Кама, речной подбассейн — Кама до Куйбышевского водохранилища (без бассейнов рек Белой и Вятки), водохозяйственный участок реки — Чусовая от города Ревды до в/п посёлка Кын. Код объекта в государственном водном реестре — 10010100612111100010812.

## Этимология
Предполагается происхождение названия Ёква из коми-пермяцкого «ёг» — сор, и «ва» — вода: «Сорная вода». Однако А. К. Матвеев, приводя этот вариант, указывает, что Г. Ф. Миллером еще в XVIII веке зафиксирована мансийская форма названия «йокья». Возможно, что название реки происходит от горы Высокая Ёква, на склонах которой она берёт начало, тогда в слове Ёква можно увидеть мансийское эква — «старуха», то есть название реки происходит от оронима типа «Старик-Камень», «Старуха».